# El Encanto, Ocosingo
El Encanto är en ort i Mexiko.   Den ligger i kommunen Ocosingo och delstaten Chiapas, i den sydöstra delen av landet, 800 km öster om huvudstaden Mexico City. El Encanto ligger 661 meter över havet och antalet invånare är 129.
Terrängen runt El Encanto är kuperad åt sydost, men åt nordväst är den bergig. El Encanto ligger nere i en dal. Runt El Encanto är det glesbefolkat, med 16 invånare per kvadratkilometer. Närmaste större samhälle är San Luis, 5,1 km sydost om El Encanto. I omgivningarna runt El Encanto växer i huvudsak städsegrön lövskog.